# Farrar Road
El Farrar Road era un estadio multiusos ubicado en Bangor, Gales y fue la sede del Bangor City FC hasta 2011. Actualmente en el terreno está edificado un supermercado de Asda.

## Historia
Fue inaugurado en 1922, era utilizado principalmente para partidos de fútbol y contaba con capacidad para 1500 espectadores. Fue sede de finales de la Copa de Gales de 1928, 1953, 1962, 1964, 1973, 1978 y 1985.
En 2010 fue anunciado que el consejo municipal de la ciudad había firmado un acuerdo con Asda para coonstruir un supermercado en el terreno donde se encontraba el estadio; esto a pesar de los dueños originales Penrhyn Estates que lo querían para el deporte y recreación en perpetuidad para beneficio de los pobladores. El estadio fue demolido en 2012.
El último partido del Bangor en el estadio fue una victoria por 5–3 ante el Prestatyn Town el 27 de diciembre de 2011. El club se tuvo que mudar a su nuevo estadio en Nantporth.